# Изнасилование в исламском праве
Концепция изнасилования в исламском праве существенно отличается от принятой в современном праве западных стран.
Сексуальные отношения, воспринимавшиеся в доисламской Аравии в контексте имущественных прав, с приходом ислама были переосмыслены в религиозных терминах, а изнасилование стало рассматриваться как принудительная форма прелюбодеяния (зина́). В исламском праве отразились оба эти подхода. Осторожность исламского права в вопросах определения и доказательства прелюбодеяния привела к сужению определения изнасилования и усложнению его доказательства.
Исторически, правоприменительная практика часто отклонялась от предписаний исламских правоведов, чей подход с определённой долей гибкости и прагматизма адаптировался властями мусульманских стран к существовавшим реалиям.
В современном мире правовые системы ряда мусульманских стран по-прежнему содержат законы об изнасиловании, основанные на исламском праве, что влечёт за собой соответствующие трудности для жертв этого преступления. В этих странах широко распространены принудительные браки, детские браки, непризнание преступлением изнасилования в браке и другие практики, признанные ООН нарушениями прав человека.
Подходы к определению, доказательству и наказанию изнасилования в исламском праве вызывают критику и призывы к реформам со стороны правозащитников и учёных.

## Отличия от современного светского права
Современные социально-правовые концепции изнасилования выстроены вокруг понятий насилия и вреда (как физического, так и психологического), воспринимаемых иначе, чем в средневековом исламском праве. Например, изнасилование жены, которое считается преступлением в современной западной юриспруденции, в классическом исламском праве не считалось таковым; не считалось преступлением и сексуальное насилие по отношению к рабыне-наложнице. Отличалось и восприятие вреда: так, в случае сексуального насилия над чужой рабыней, пострадавшим считался её хозяин; она сама не выступала как правовой субъект. Мусульманское право, как и другие правовые системы, сформировавшиеся в предыдущие эпохи, не содержит истинного эквивалента современной концепции изнасилования, основанной на современных представлениях об индивидуальной автономии и неприкосновенности тела.

## Предыстория
В позднеантичный период на Ближнем Востоке преступления сексуального характера против женщин имели два аспекта. С одной стороны, в рамках патриархата женщина рассматривалась как предмет товарно-денежных отношений, и подобные преступления воспринимались как нарушения имущественных прав, часто компенсируемые не самой женщине, а её мужу или отцу. С другой стороны, усиливались монотеистические представления о необходимости личного нравственного выбора, в том числе в сексуальной сфере. В их контексте, преступление сексуального характера воспринималось как посягательство на божественный порядок и на стремление женщины ему следовать. Это двоякое отношение отразилось и в последующем исламском правовом дискурсе.
В отличие от окружающих ближневосточных регионов, на территории Аравийского полуострова в доисламский период господствовал первый, имущественный подход к вопросам женской сексуальной жизни, не связанный с религиозно-моральными представлениями о добродетели и грехе. Преступления сексуального характера в отношении женщины, включая похищение, рассматривались как кража символического капитала, наносящая ущерб её клану — как материальный, так и репутационный. Распространение ислама положило начало радикальному сдвигу в сторону этического монотеизма и на этой территории.

## История правовой мысли
В раннем исламском праве сексуальность была переосмыслена в теоцентрических терминах: верующий становился субъектом, несущим перед Аллахом личную ответственность за свои поступки. Это привело к дифференциации половых актов на одобряемые Аллахом и нарушающие его заповеди; последние объединялись под понятием прелюбодеяния («зина»). Изнасилование, ранее рассматривавшееся в контексте нарушения прав собственности, стало расцениваться как разновидность прелюбодеяния.
При этом в таких институтах, как брак и сексуальное рабство, сохранялся унаследованный от доисламских времен подход к женской сексуальности как к собственности и товару. Противоречие между теоцентрической и имущественной этикой особенно проявилось в вопросе об изнасиловании свободных женщин, занимавших двусмысленное положение как субъекты морали и одновременно объекты собственности.

### Формирование концепции и наказания
Согласно Корану, добродетельное половое поведение подразумевало возможность секса только с супругом, а в случае мужчины — также с его рабынями-наложницами. Половые отношения вне этих рамок считались блудом и преступлением против Аллаха, чья воля стала ключевым элементом в правовой оценке полового акта; внутри же этих рамок личные желания женщины считались второстепенными. Таким образом, сексуальное принуждение по отношению к жене или рабыне, хотя и могло осуждаться, но оставалось в основе своей законным, в то время как прелюбодеяние всегда считалось грехом, даже при наличии взаимного согласия. Эти взгляды легли в основу представлений об изнасиловании в исламском дискурсе: понятие блуда включало в себя недозволенный секс как по согласию, так и по принуждению; и наоборот, изнасилование определялось как «принудительный блуд».
В период становления исламского права была сформирована и конкретизирована происходящая из Корана концепция «хадда» — телесного наказания (ампутация, порка, побиение камнями, изгнание) за преступление границ божественного порядка. В число преступлений, за которые полагался хадд, входили прелюбодеяние и ложное обвинение в прелюбодеянии. Введение хадда как правовой категории имело важное значение для концепции изнасилования в исламском праве.
У исламских судей и юристов сложился консенсус о необходимости наложения хадда на изобличённого насильника (как и на любого, совершившего прелюбодеяние). У суннитов, для состоявших когда-либо в браке («мухсан») это означало побиение камнями, а для ранее не вступавших в брак («бикр») — 100 ударов кнутом. В шиитском праве хадд за изнасилование всегда подразумевал смертную казнь, независимо от семейного статуса преступника. Если женщина подверглась насилию или находилась в недееспособном состоянии (из-за несовершеннолетия, психической болезни или сна), то она не считалась виновной в блуде. Вместе с тем, судьям рекомендовалось налагать хадд за прелюбодеяние только в случае полной уверенности, по возможности всячески избегая данного вида наказания.
В раннем исламском праве, согласно решениям, приписываемым Мухаммеду и его сподвижникам, блуд, включая изнасилование, наказывался исключительно телесным наказанием, без имущественной компенсации, что отражало приоритет теоцентрической сексуальной этики над собственнической. Однако позднее, помимо хадда за блуд, правоведы всё чаще предписывали налагать на насильника штраф в пользу пострадавшей стороны, что отражало древний имущественный подход к сексуальности. Ханафитская школа склонялась к применению хадда без штрафа, в то время как наложение за изнасилование и хадда, и штрафа одновременно было характерно для маликитской правовой школы и шиитских правоведов.
При недостаточности доказательств для наложения хадда за прелюбодеяние, если судья или представитель власти считали необходимым, за преступление сексуального характера могла быть назначена денежная компенсация или произвольное наказание («тазир»): у ханафитов — от 3 до 33 ударов, у маликитов — на усмотрение судьи.

### Определение и исключения
Прелюбодеяние (зина), как правило, определялось исламскими правоведами как сознательно совершённый запрещённый половой акт (как правило, пенильно-вагинальный) между взрослым мужчиной и взрослой женщиной или девочкой, явно не принадлежащей ему ни по браку, ни в качестве рабыни. Любой фактор, который ставил под сомнение незаконность полового акта, вызывал снисходительность со стороны юристов, а следовательно, и со стороны судей. Существовала общая тенденция к максимальному сужению определения блуда, что, в свою очередь, сужало диапазон видов сексуального насилия, за которое мог быть наложен хадд. 
Так, секс с женщиной, не считающейся для мужчины запретной, независимо от применения им насилия, не мог считаться блудом, даже если признавался греховным. Не было принято налагать хадд и в ряде спорных ситуаций, например, если мужчина ошибочно считал, что женщина для него дозволена. Различные виды секса, помимо пенильно-вагинального, в том числе сопряжённые с принуждением, как правило, не считались прелюбодеянием и не влекли за собой хадд. В частности, согласно всем юристам, проникновение в женщину рукой не квалифицировалось как блуд.
Вместе с тем, по отдельным вопросам определения блуда в различных мазхабах (правовых школах) существовали различия.
Так, у ханафитов анальный секс с женщиной, хотя и считался заслуживающим тазира, не определялся как прелюбодеяние; маликиты и шафииты, напротив, считали его таковым. За анальный секс между мужчинами («ливат») ханафиты также налагали тазир, а не хадд. Маликиты считали ливат ещё худшим преступлением, чем прелюбодеяние, определяя наказанием за него побиение камнями (хотя на практике это почти никогда не применялось). 
Ряд ранних юристов считал внебрачный секс с несовершеннолетним лицом блудом только для взрослого участника; однако в ханафитском мазхабе секс мужчины с девочкой, не достигшей половой зрелости, не считался блудом с его стороны на основании того, что она ещё «неспособна» к сексу, и не влёк за собой хадд. 
В суннитских школах права от хадда за прелюбодеяние освобождались лица, считавшиеся недееспособными: несовершеннолетние, подвергшиеся принуждению и психически больные. В последнем вопросе шииты делали различие, считая сумасшедшего мужчину виновным, а сумасшедшую женщину — невиновной в блуде.

### Процессуальные нормы
Прелюбодеяние в исламском праве — труднодоказуемое преступление. Вместе с тем, непризнание исламским правом сущностного различия между сексом по принуждению и по взаимному согласию не дало разработать для изнасилования отдельных правовых норм. В результате принципы доказательства, снисходительные к добровольным участникам блуда, непреднамеренно действовали и в защиту насильников, порождая снисходительность к ним и приводя к проблемам в правосудии.

#### Пострадавшая сторона и право на иск
Из суннитских школ права, у ханафитов жертва изнасилования процедурно не могла обратиться в суд, поскольку блуд считался преступлением против Аллаха, а не людей, и инициировать разбирательство могли только власти при наличии признания насильника или обращения четырёх свидетелей. Таким образом, жертва могла не обвинять, а лишь защищаться в том случае, если её саму обвинят в разврате. Маликиты также считали изнасилование нарушением божественных предписаний, но, в отличие от ханафитской школы, они одновременно рассматривали это преступление и как имущественное, назначая, наряду с хаддом, денежную компенсацию. В рамках маликитской школы, как и при других преступлениях против личности, жертва изнасилования могла обратиться в суд.
Среди шиитских правоведов часть считала, что в отношении караемых хаддом преступлений блуда (включая изнасилование), нарушающих права Аллаха, судьи должны проявлять снисходительность, стремясь избежать наказания. Другие шиитские юристы, выражая позицию, схожую с маликитским мазхабом, придерживались мнения, что, наряду с божественными правами, изнасилование нарушает и права личности (незаконное пользование её половыми органами), в связи с чем судьи должны постараться установить истину, а наказание насильника должно включать в себя денежную компенсацию жертве, эквивалентную брачному выкупу за неё.

#### Свидетельские показания
Доказательствами изнасилования признавались, в первую очередь, признание насильника или свидетельство четырёх взрослых надёжных мусульман-мужчин, лично видевших половой акт и подтвердивших под присягой, что женщина подверглась принуждению. Свидетельские показания женщин не принимались в качестве доказательств. Из числа свидетелей-мужчин также исключался ряд категорий, не считавшихся достаточно надёжными, включая певцов, плакальщиков, слепых, рабов и близких родственников любой из сторон, что сужало и без того узкий круг тех, кто мог выступить свидетелями изнасилования. Даже в случае нахождения четырёх таких свидетелей, по единогласной позиции маликитов и ханафитов, эти свидетели должны были вместе прийти в суд и рассказать о происшедшем. Если все основные подробности их рассказа не совпадали, свидетельство аннулировалось.
Согласно Абу Ханифе и большинству его последователей, если два из четырёх свидетелей заявляли, что мужчина насиловал женщину, а два — что она была согласна, то хадд не применялся ни к мужчине, ни к женщине. Согласно шиитским юристам, если четверо свидетельствуют, что пара совершила блуд, и при этом двое из них заявляют, что женщина не хотела этого, то она освобождается от хадда; при этом обвиняемый в насилии должен предоставить четырёх свидетелей для подтверждения, что секс был добровольным, а женщине нужно лишь два свидетеля, чтобы отклонить обвинение в блуде и доказать факт насилия.

#### Риски для свидетелей
В случае предоставления противоречивых или неубедительных показаний свидетели рисковали подвергнуться хадду за клевету в виде наказания кнутом. В частности, в суннитском праве, если свидетелей оказывалось менее четырёх, или они являлись в суд не вместе, а порознь, или в их показаниях находились разногласия, или хоть один из четверых отказывался от предыдущих показаний, то все свидетели получали наказание за клевету в виде 80 ударов кнутом (у маликитов — 80 ударов для свободных и 40 для рабов).
Более того, в связи с предписанием Мухаммеда избегать наложения хадда, насколько это возможно, ханафиты не требовали и даже не рекомендовали свидетельствовать по преступлениям, за которые полагался хадд. Считалось предпочтительнее с моральной точки зрения скрыть чужое преступление, наказуемое хаддом (за исключением кражи).

#### Косвенные доказательства
Ханафитским судом косвенные улики (такие, как кровотечение, физические признаки нападения или страха, звуки криков или вид мужчины, волочащего женщину в переулок или здание) вообще не принимались к рассмотрению.
Согласно Малику, чтобы избежать хадда за блуд, при отсутствии свидетелей изнасилования женщина могла представить косвенные доказательства: например, что у неё было кровотечение, если она была девственницей; или что она звала на помощь, и кто-то услышал и явился; или, в широком смысле, «нечто подобное», что указывало бы на отсутствие её согласия. Один из ведущих маликитов, Абд ар-Рахман ибн аль-Касим, как и ряд других юристов школы, считал, что для осуждения насильника, избежания женщиной хадда и получения ей компенсации, наряду с косвенными уликами, необходимы показания двух свидетелей. Другой спутник Малика, правовед Ашхаб ибн Абд аль-Азиз, наоборот, заявлял о достаточности косвенных доказательств. Часто, хотя и не всегда, от женщины требовалась клятва.
В рамках маликитского права, при недостатке доказательств, жертва могла обратиться к альтернативной процедуре, требуя не применения хадда за блуд, а выплаты денежной компенсации. Для этого достаточно было двух свидетелей, видевших не само изнасилование, а похищение или насильственное уединение подозреваемого с женщиной; иногда от неё также требовалась клятва. При отсутствии двух таких свидетелей, чтобы получить компенсацию, жертва могла поклясться и представить косвенные доказательства. Однако этот путь был сложнее и опаснее для жертвы. От неё ожидалась «настойчивости» в обвинении; сравнивались репутации заявительницы и обвиняемого. Результат мог варьироваться от приговора обвиняемого к тазиру и денежной компенсации до приговора заявительницы к хадду за клевету.
Шиитские правоведы в большей степени, чем суннитские, были склонны полагаться на компетентность судьи, что на практике расширяло его право использовать косвенные доказательства.
Если женщина не могла предоставить четырёх свидетелей, чтобы насильника приговорили к хадду за блуд, но косвенные улики приводили судью к подозрению, что изнасилование имело место, маликиты, в отличие от ханафитов, допускали наложение на подозреваемого тазира; однако человек с репутацией «добродетельного» не считался подозреваемым, и косвенные улики против него сами по себе не принимались. Среди шиитских юристов постепенно возобладал подход, близкий к маликитскому.

#### Фактор беременности
Маликиты, на основании решений халифа Умара I, ввели доктрину, согласно которой беременность свободной незамужней женщины или рабыни, не имеющей хозяина, считалась по умолчанию доказательством её блуда, если женщина не могла доказать изнасилование или наличие законной связи (брака или сожительства с хозяином). Данная доктрина была позаимствована правовыми системами ряда современных стран исламского мира, в том числе не принадлежащих к маликитскому мазхабу.

## Правоприменение в Османской империи
Правоприменительная практика в различных мусульманских странах часто существенно отличалась от того, что предписывали исламские правоведы.
В Османской империи за основу правовой системы был принят ханафитский мазхаб; изнасилование рассматривалось как разновидность прелюбодеяния. Однако, наряду с фикхом, существовало имперское законодательство («канун»), основанное как на религиозном праве, так и на местных и имперских обычаях. В османских судах шариатский термин «прелюбодеяние» был постепенно заменён, особенно после XVI века, неоднозначным и эвфемистичным термином «непристойное деяние». В связи с практической невозможностью доказательства изнасилования в рамках ханафитского права, новый термин позволял избежать заведомо невыполнимых процедур, требуемых для присуждения хадда за блуд. Наказание переводилось в категорию тазира за «непристойное деяние», что облегчало уголовное преследование за изнасилования. Тем не менее, доказать изнасилование было сложно, особенно в случаях высокого социального положения преступника.
В XVII—XVIII веках, на фоне социальной нестабильности, войн, восстаний и массового бандитизма, региональным властям империи было особенно трудно справляться с волнами насильственных преступлений, включая преступления сексуального характера. Обходя строгие шариатские нормы доказательства, власти часто использовали свидетельские показания о характере и образе жизни подозреваемых. Если местные жители свидетельствовали, что обвиняемый имеет «постоянную привычку» совершать подобные действия, это способствовало вынесению властями обвинительного приговора. 
В тех случаях, когда выносился обвинительный приговор, насильника, как правило, приговаривали к телесному наказанию и выплате компенсации. Согласно кануну, насильственное похищение женщины или мальчика с целью совершения действий сексуального характера каралось кастрацией или штрафом. Брак с похищенной женщиной подлежал расторжению. Йенишехерли Абдулла, шейх аль-ислам Османской империи (1718—1730), издал фетву о том, что, если мужчина изнасилует мальчика, не достигшего половой зрелости, и мальчик от этого умрёт, то насильник должен выплатить компенсацию, подвергнуться суровой порке и тюремному заточению. Однако казнь за это рекомендовалась только в том случае, если подобные действия являются «привычкой» преступника.
Нередко телесное наказание за блуд заменялось штрафом, который мог варьироваться в зависимости от материального положения преступника. Иногда дело об изнасиловании разрешалось путём брака насильника и жертвы; в этом случае она отзывала судебный иск.
Частым явлением были внесудебные расправы со стороны мужа, брата, сына или опекуна вовлечённой в незаконную связь женщины, отчасти связанные с процедурными сложностями доказательства прелюбодеяния. Османские суды были склонны оправдывать широко распространённые убийства чести на этой почве. Внебрачную половую связь между мусульманкой и представителем другой конфессии османские власти, как правило, карали смертной казнью.

## Современность
Ряд современных стран, в которых государственной религией является ислам, основывает нормы уголовной ответственности на принципах мусульманского права. К ним относятся, в частности, Иран, Пакистан, Ирак, Ливия, Судан, Саудовская Аравия, Катар, Йемен, Объединённые Арабские Эмираты.
В других странах с преобладанием ислама уголовное право создавалось под влиянием европейского законодательства и включает в себя как элементы исламского права, так и западные заимствования. В число этих стран входят, в частности, Египет, Кувейт, Бахрейн, Марокко, Сирия, Иордания и Ливан.
Одним из важных изменений в законодательстве мусульманских государств, связанных с западным влиянием, стала постепенная отмена института рабства с конца XIX по конец XX века, что включало в себя освобождение женщин-наложниц.
Вместе с тем, в ряде стран и регионов исламского мира широко распространены принудительные браки, включая выдачу замуж девочек. В ряде исламских стран изнасилование в браке не считается преступлением. Законодательство ряда мусульманских стран позволяет насильнику избежать ответственности, женившись на жертве. Все эти практики квалифицируются Организацией Объединённых Наций как нарушения прав человека.
В законодательстве ряда мусульманских стран до сих пор отсутствуют нормы уголовной ответственности за преступления сексуального характера.
Исламское возрождение, начавшееся с конца XX века, связано с призывами исламистских движений полностью восстановить шариатское право. В конце XX — начале XXI века некоторые страны, под растущим влиянием исламистских движений, вновь включили элементы шариата в свои уголовные кодексы.

### Афганистан
Основным правом в Афганистане является шариат ханафитского направления; страной правит исламистская организация «Талибан». Уже несколько десятилетий страна занимает одно из самых низких мест в мировом рейтинге прав женщин. Афганский Уголовный кодекс 1976 года, основываясь на нормах исламского права, изначально не включал в себя изнасилование как отдельное преступление, приравнивая его к прелюбодеянию. В 2017 году изнасилование впервые было выделено в качестве отдельного преступления наряду с прелюбодеянием; однако на практике эти понятия часто смешиваются. Вместе с тем, со времён правления моджахедов (1992—1994), в стране действует запрет на бегство женщины из дома. В 2010 году в Афганистане был принят закон о том, что бегство женщины из дома само по себе является попыткой прелюбодеяния и на этом основании наказуемо. Бегство из дома часто является попыткой избежать массово распространённой в стране практики принудительного брака.
Уровень гендерного насилия в отношении женщин и девочек в Афганистане в последние десятилетия оставался крайне высоким. Изнасилования часто приводят к наказанию жертвы, а не насильника. При президенте Хамиде Карзае (2004—2014), по ежегодной статистике, количество женщин, находившихся в тюрьмах по обвинению в блуде, в 10—20 раз превышало количество приговоров за изнасилование. При этом часть из редких приговоров за изнасилование была вынесена, в реальности, за соучастие в побеге девушки из дома. С приходом к власти талибов (2021) ситуация ещё сильнее ухудшилась. Талибан издал не менее 70 указов и директив, дополнительно усложнивших положение женщин и девочек. Участницы мирных протестов против этих репрессивных мер подверглись со стороны талибов угрозам, арестам, задержаниям, пыткам, изнасилованиям, а иногда и насильственному исчезновению. Стало наказуемо проведение аборта по инициативе женщины, в том числе при беременности в результате изнасилования. От женщин также требуется получать разрешение мужа на использование средств контрацепции.

### Египет
Египетская правовая система основывается на исламском праве, которое Конституция признает основным источником законодательства, и одновременно на принципах международного права. Уголовный кодекс Египта включает в себя преступления сексуального характера; в первые два десятилетия XXI века в него были внесены изменения, усилившие наказания за эти преступления.
Вместе с тем, согласно опросу в 2013 году более 330 экспертов по гендерным проблемам из арабских стран, положение египетских женщин оказалось хуже, чем в любой другой стране арабского мира. В 2013 году организация «ООН-женщины» отмечала, что в Египте более 99 % женщин подверглись той или иной форме сексуального домогательства, в том числе на работе. По оценке английской НКО Thomson Reuters Foundation, из всех мегаполисов мира, Каир — самый опасный для женщин город. Изнасилование в браке не является в Египте преступлением, а высшие религиозные авторитеты страны — Дар аль-Ифта и Совет ученых аль-Азхара — отказались издавать фетвы по этому вопросу.
В 2015 году Международная федерация за права человека отмечала массовое использование египетскими силами безопасности сексуального насилия по отношению к заключённым и арестованным, без каких-либо правовых последствий.

### Иран

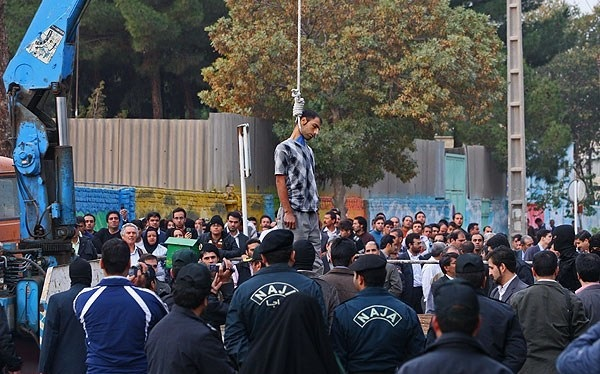
Публичное повешение насильника в Иране (2011).

В Иране с 1979 года действует исламское право, в рамках которого изнасилование считается принудительной формой прелюбодеяния; иранское определение данного преступления включает в себя принуждение к вагинальному и анальному, но не оральному сексу. Совершение «принудительного блуда» карается хаддом, от телесного наказания до смертной казни. Известны случаи публичных казней преступников, совершивших значительное количество изнасилований. Однако суровость этого наказания привела к тому, что судьи неохотно его используют, что, по оценке иранского юриста Хаджар Азари, работает против жертв.
Жертвы изнасилования подвергаются социальной стигматизации, в том числе, насаждаемой государственными СМИ. Потерпевшие могут быть обвинены в прелюбодеянии и вынуждены доказывать свою невиновность, чтобы избежать наказания, что снижает их готовность обращаться в суд. В качестве свидетелей изнасилования требуются 4 мужчины или 3 мужчины и 2 женщины. Если обвинение не доказано, это может повлечь для свидетелей наказание 80 ударами кнута за клевету. Женщина может быть осуждена за блуд наряду с насильником, что означает для неё 100 ударов кнутом (если она незамужняя) или побиение камнями (если она замужем). В этой связи адвокаты советуют женщинам не подавать иска об изнасиловании, если нет твёрдой уверенности в том, что обвинение будет доказано.
В Иране изнасилование в браке не считается преступлением. По иранским законам, женщине гораздо сложнее добиться развода, чем мужчине.
В стране остро стоит проблема ранних и принудительных браков. Через 3 года после исламской революции, в 1982 году, допустимый возраст брака был снижен с 18 до 9 лет. Вместе с тем, согласно фетве религиозного лидера страны аятоллы Рухоллы Хомейни, «любой, у кого есть жена младше 9 лет, не имеет права вступать в половую связь <…> Однако другие формы сексуальных удовольствий разрешены, такие как прикосновения с вожделением, объятия и трение пениса между ягодицами и бедрами; даже если она грудной ребёнок». Позже, в 2002 году, минимальный возраст брака для девушек был установлен на уровне 13 лет, однако с согласия опекуна девочки и судьи брак по-прежнему возможен и в более раннем возрасте; минимального возраста для брака при этом не установлено.
Иранские правоохранительные органы активно используют изнасилования и сексуализированное насилие по отношению к заключённым, в том числе для подавления протестов за права женщин. Иран скрывает жалобы на изнасилования и другие формы сексуализированного насилия со стороны его сил безопасности, а также отказывается привлекать виновных к ответственности за их преступления, одновременно заставляя жертв отказываться от дачи показаний.

### Нигерия
В 12 из 36 штатов Нигерии, расположенных на севере страны, действует шариатское право. В шариатских судах региона, если кто-то сообщает, что он или она стали жертвой изнасилования, это считается признанием в блуде. Чтобы доказать изнасилование, требуется два свидетеля или признание насильника. Поскольку оба варианта маловероятны, жертва, сообщившая об изнасиловании, подлежит телесному наказанию за блуд, а нередко и за лжесвидетельство. Более того, при недостатке доказательств («серьёзные сомнения»), мужчину, обвиняемого в совершении изнасилования, могут попросить принести клятву на Коране в качестве достаточного доказательства того, что он не совершал изнасилования. Изнасилование в браке не считается преступлением. По этим причинам, а также из-за социокультурных предрассудков, связанных с изнасилованием, многие женщины вообще не сообщают в шариатский суд об изнасиловании или обращаются в обычные суды.
В северной, преимущественно мусульманской, части Нигерии, а также в мусульманских общинах юга страны, широко распространены принудительные браки.
Аборт запрещён, в том числе и тогда, когда беременность стала результатом изнасилования, из-за чего практикуются подпольные аборты.

### Пакистан
Ислам является государственной религией в Пакистане; в конституции и законодательстве страны закреплён приоритет ислама в общественной жизни. Исламистские организации добиваются ещё большего усиления исламского фактора и установления верховенства шариата. Изнасилование в Пакистане определяется как «насильственное прелюбодеяние» и карается хаддом. Его доказательством считается признание насильника или свидетельство четырёх мужчин-мусульман, признанных судом надёжными и непосредственно видевших проникновение. Внебрачная беременность считается по умолчанию доказательством совершения женщиной прелюбодеяния. Иски против насильников периодически приводят к долгосрочным арестам и обвинительным приговорам за блуд в адрес самих заявительниц. Изнасилование в браке до 2006 года не считалось преступлением; первый приговор за такое изнасилование (три года тюремного заключения) был вынесен в 2024 году.
93 % пакистанских женщин сталкиваются с различными формами сексуального насилия в общественных местах. Законы о преступлениях сексуального характера часто не применяются. Известны случаи умышленного сокрытия полицейскими изнасилований; отмечается общее стремление пакистанской полиции оказать давление на потерпевших, чтобы они не заявляли об изнасиловании. В тюрьмах женщины часто подвергаются изнасилованиям со стороны полицейских; привлечение полицейских к ответственности за это практически невозможно. Распространено изнасилование женщин из враждебных семей, чтобы отомстить их мужчинам. Изнасилование дочерей и жён политиков используется как инструмент политической борьбы, без юридических последствий. Вместе с тем, если женщина находится в тюрьме по обвинению в блуде, из соображений «чести» семья и друзья могут отвернуться от неё и не посещать её в тюрьме. В пакистанском обществе самоубийство считается для женщины достойным выходом из ситуации, хотя оно и рассматривается исламом как большой грех.
Эксперты ООН также отмечали характерную для Пакистана проблему похищения девочек из числа религиозных меньшинств, включая христианок; по отношению к ним практикуется сексуальное насилие, насильственное обращение в ислам и принудительная выдача замуж за похитителей.

### Палестина
В частично признанном Государстве Палестина ислам является государственной религией, а шариат — основой законодательства. Согласно толкованию его Верховного суда, международные договоры, к которым присоединилась Палестина, имеют приоритет над её законодательством «только в той мере, в какой они согласуются с национальной, религиозной и культурной идентичностью палестинского арабского народа».
Законы о личном статусе допускают вступление девочки в брак на Западном берегу Иордана с 15 лет, а в секторе Газа — с 17 лет. При условии одобрения судьи допускается снижение этого возраста до 14 лет. По оценке ООН, такие положения противоречат палестинскому Закону о детях № 7 от 2004 года, согласно которому до 18 лет человек считается ребёнком. На 2019 год доля женских браков в возрасте до 18 лет в Палестине достигла 20,5%.
Распространена практика принудительных браков. Попытка избежать такого замужества иногда приводит к убийству женщины членами семьи из соображений «чести». В палестинском законодательстве нет запрета на изнасилование в браке. Согласно опросу от 2017 года, 15% замужних женщин в секторе Газа подвергались сексуальному насилию со стороны мужа за последний год, более половины из них — неоднократно. Мужчина может развестись в одностороннем порядке, для женщины же развод более затруднителен, и насилие в браке само по себе не является основанием для развода.
Палестинский закон до 2018 года позволял обвиняемым в изнасиловании избежать наказания, женившись на жертве. По данным приюта для жертв насилия в Наблусе, с 2011 по 2017 год судебное преследование за изнасилование женщин, обратившихся в приют, было прекращено в 60 случаях в связи с согласием предполагаемых насильников жениться на жертвах; на 2018 год 15 из этих случаев закончились разводом. Затем эта норма права была отменена (кроме дел, уже ожидавших рассмотрения), но сохранилась в секторе Газа.
Аборт в Палестине криминализован. В особых случаях он может быть разрешён, но это затруднено требованием одновременного согласия муфтия, больницы и суда. В 2017 году в Палестине, по данным прокурора Дарин Салхийя, было получено 7 разрешений на аборты в связи с изнасилованиями или инцестом.

### Саудовская Аравия
Правовая система Саудовской Аравии основана на шариате. В стране нет уголовного кодекса, и нет письменного закона, который предусматривал бы конкретную уголовную ответственность за изнасилование; наказание за него может варьироваться. Для назначения хадда за изнасилование необходимо признание насильника или четверо мужчин-свидетелей; свидетельство женщин не допускается; косвенные доказательства не рассматриваются. Однако для наложения тазира требования к доказательной базе не так высоки. Нет запрета на изнасилование в браке. В Саудовской Аравии ответственность за изнасилование может быть возложена как на обвиняемого, так и на потерпевшую, а в некоторых случаях жертва может быть приговорена к более суровому наказанию, чем насильник. Отмечалось, что многочисленные иностранки, работающие на дому, особенно уязвимы для преступлений против половой неприкосновенности, и часто сами попадают в тюрьму за «преступления против нравственности».
Приговоры за изнасилования в Саудовской Аравии крайне неоднородны. Так, в 2013 году саудовский проповедник изнасиловал, пытал и убил свою 5-летнюю дочь. Он был приговорён к восьми годам лишения свободы, 800 ударам плетью и штрафу в размере миллиона риалов (270 000 долларов США) в пользу матери девочки, его бывшей жены. В том же году пакистанец, признанный виновным в изнасиловании и убийстве, был обезглавлен.

### Судан
В Судане действует исламское право. В соответствии с этим, изнасилование определяется как прелюбодеяние без согласия. Строгие требования к доказательствам, используемые для прелюбодеяния, применяются и к изнасилованиям, из-за чего жертвам трудно привлечь виновных к ответу. Кроме того, жертвы изнасилования могут быть сами осуждены за блуд и наказаны. Для доказательства прелюбодеяния требуется: признание виновного в суде; или свидетельство четырёх взрослых мужчин; или беременность женщины, если она не замужем; или отказ жены поклясться, что она не блудила, если муж поклялся, что она блудила. Отмечается сложность, если не невозможность, доказательства изнасилования в таких условиях. Более того, если женщина сообщает об изнасиловании и начинает судебное дело, она рискует быть обвинённой в прелюбодеянии на основании собственного заявления об изнасиловании. При отсутствии на жертве физических следов нападения, она рискует быть обвинённой в аморальном поведении. Вместе с тем, если блуд не доказан (что почти невозможно в суданских правовых реалиях), то использовать данные ДНК-анализа при расследовании не разрешается. Отмечалось, что адвокаты советовали жертвам не заявлять об изнасиловании. Беременность от изнасилования также влечёт за собой соответствующий правовой риск.

### Исламистские группировки
В XXI веке ряд исламистских группировок начал возрождать практику сексуального рабства, обосновывая это нормами исламского права. Захваченные ими женщины часто подвергались изнасилованиям, не квалифицируемым данными группировками как преступления.

#### Исламское государство
Доктрина «Исламского государства» (ИГ) базируется на шариате в его интерпретации руководством группировки. ИГ стало известно широкомасштабным применением сексуального рабства и изнасилований в захваченных регионах. Данные практики считаются ими легитимными с точки зрения ислама. Большинство современных исламских богословов осуждают идеологию ИГ как противоречащую исламу.
ИГ систематически использовало похищения женщин и девочек, преимущественно из этнорелигиозного меньшинства езидов, как способ подчинения, деморализации и уничтожения сообществ, считаемых враждебными. Похищенные, включая 12-летних девочек, подвергались изнасилованиям, принудительным бракам и продаже на «невольничьих рынках». Дети рабынь, как и они сами, подвергались избиениям, а иногда отбирались у матерей и подвергались насильственному исчезновению.

#### Боко Харам
Исламистская группировка «Боко Харам» активно использует сексуальное насилие как инструмент террора и угнетения. В захваченных регионах Нигерии боевики похищали женщин и девочек, в особенности христианок и учащихся колледжей. Террористы подвергали их изнасилованиям, использовали в качестве рабынь-наложниц или принуждали к бракам с членами группировки. Женщин насильственно обращали в ислам; они часто становились жертвами не только сексуализированного насилия, но и других видов насилия, включая регулярные избиения, унижения, принуждение к различным видам работ и к террористической деятельности.
Женщины и девочки, захваченные группировкой, которым удалось спастись, описывали условия жизни в плену как чудовищные. Жертв похищений часто продавали в качестве жён за символическую плату или передавали в «подарок» другим боевикам. Доклады правозащитников и опросы свидетелей указывают, что члены «Боко Харам» оправдывали свои действия положениями исламского права в их интерпретации.

#### Харакат аш-Шабаб
Сомалийская группировка «Харакат аш-Шабаб», борящаяся за создание теократического государства в районе Африканского Рога, оправдывает шариатом свою деятельность, включающую в себя насильственное вовлечение в терроризм, изнасилования и порабощение женщин. Боевики группировки похищали женщин и девушек из контролируемых ими регионов Сомали, а также из приграничных районов соседних стран, таких как Кения. В 2012 году группировка вошла в состав «Аль-Каиды».
Отмечается избирательное применение «Харакат аш-Шабаб» норм шариата по отношению к этническому меньшинству банту, женщины и девочки которого массово используются исламистами как сексуальные рабыни. Самим жертвам и их семьям при этом угрожают смертью в случае отказа, в результате чего отмечалось массовое бегство из Сомали представителей этнических меньшинств. Дети таких рабынь считаются боевиками расово неполноценными, как и их матери, и игнорируются.

## Оценки
Доктор наук в области исламских исследований Хина Азам отмечает отсутствие во многих современных исламских правовых системах чёткого разграничения между добровольным и насильственным сексом, а также различными степенями согласия и принуждения, что часто приводит к их смешению и порождает системные проблемы. Профессор-исламовед Мохаммед Хашим Камали отмечает, что смешение понятий изнасилования и блуда часто порождало вопиющую судебную ошибку; он призывает явным и однозначным образом разделить их в исламском праве.
Азам критикует систему сбора доказательств изнасилования в исламском праве, идентичную процедурам для доказательства блуда, отмечая гендерно-дискриминационный характер воспринятия внебрачной беременности как по умолчанию доказывающей прелюбодеяние со стороны женщины. Критики отмечают, что бремя доказательства невиновности возлагается на заберемевшую женщину, а требования к доказательствам, которые она должна предоставить, непомерно высоки. Такая правовая система, по оценке критиков, практически гарантирует оправдание насильников и одновременно ставит забеременевшую жертву изнасилования под угрозу, требуя от неё доказать, что она не совершила прелюбодеяние, но не давая действенных инструментов для этого.
Другой критикуемый аспект — что жертва, фактически, вынуждена доказывать в суде два компонента изнасилования: блуд и принуждение, и, в отсутствие четырёх свидетелей-мужчин или признания, судья часто оправдывает ответчика по обвинению в принуждении, а жертва оказывается, таким образом, признавшейся в блуде. Исследователи отмечают, что в результате жертва сама получает наказание за преступление, по которому подавала иск. Такие ситуации, в частности, массово отмечались в Пакистане.
Учёные отмечают, что помимо проблем, связанных с доказательством изнасилования и избежанием наказания за блуд, жертва рискует получить наказание за клевету. Профессор-исламовед Джули Лоу отмечает, что угроза наказания за клевету заставляет молчать как жертв, так и свидетелей изнасилования.
Исламское право также критикуется за исключение или снижение весомости свидетельских показаний женщин по делам об прелюбодеянии, что создаёт проблемы для женщин, выступающих как в роли заявительниц по делам об изнасиловании, так и в роли ответчиц по обвинению в блуде, и крайне затрудняет для женщины, пострадавшей от изнасилования, отстаивание её позиции. Эта проблема отмечалась, в частности, в Пакистане, Малайзии, Нигерии и Иране.
Исследователи оценивают маликитскую и шиитскую школы исламского права как более рациональные, чем ханафитскую, в рамках которой изнасилование практически недоказуемо. Вместе с тем, Азам критикует современное законодательство исламских стран за предвзятость, при которой наиболее проблемные и гендерно-дискриминационные аспекты ханафитского и маликитского подходов зачастую объединяются, а их элементы, которые могли бы помочь жертвам изнасилований, наоборот, отбрасываются. Последствия подобного смешения Лоу оценивает как трагические. Азам пишет, что, хотя доктрина о том, что беременность незамужней женщины по умолчанию доказывает блуд, была принята лишь маликитами и отвергнута тремя остальными суннитскими школами права, она используется против женщин и девочек во всём исламском мире. Учёная заявляет о последовательной предвзятости законодательства исламских стран против жертв изнасилований.

### Комментарии
1. ↑  Неизвестно ни одного случая рекомендации ханафитами тазира в ситуациях предполагаемого блуда между мужчиной и женщиной[28]. Однако мужскую гомосексуальную связь («ливат») некоторые из ханафитских юристов предлагали наказывать тазиром не меньшей жестокости, чем хадд за прелюбодеяние[29].
2. ↑  Юристы маликитской школы, в отличие от ханафитов[47], характеризовали изнасилование не только как «блуд», но и как «присвоение» или «незаконное использование» («игтисаб»)[48][49].
3. ↑  Практика принудительных браков сохраняется среди мусульманских общин в странах западного мира[107][108][109].
4. ↑  В число этих стран и регионов входят Алжир, Бахрейн, Ирак, Кувейт, Ливия, Сирия, Таджикистан и сектор Газа. Аналогичный закон есть и в Российской Федерации[114].
5. ↑  При отсутствии таких оснований, как болезнь или оставление семьи со стороны мужа, женщина вынуждена прибегать к процедуре «хула», требующей согласия мужа и сопряжённой с отказом жены от махра и любых претензий на финансовую поддержку[188].

### На русском
- Алейников, С. В. О включении сомалийской организации «Аш-Шабаб» в структуру «Аль-Каиды» // Институт Ближнего Востока. — 2012.
- Бауэр, Томас[нем.]. Культура неоднозначности и плюрализма: К другому образу ислама. — М., Берлин: Директмедиа Паблишинг, 2020. — 400 с. — ISBN 978-5-4499-1554-2.
- Бехруз, Х. Исламские традиции права. — Одесса: Юридическая литература, 2006. — 296 с. — ISBN 966-419-014-4.
- Заключительные замечания по первоначальному докладу Государства Палестина. — Комитет по правам человека ООН, 2023.
- Манна, А. А.; Игнатова, М. А. Половые преступления в уголовном праве мусульманских стран // Евразийский юридический журнал. — 2019. — № 1 (128). — С. 278—281.
- Москаленко, В. Н. Ислам в Пакистане // Вестник МГУ. Серия 13: Востоковедение. — 2010. — № 4. — С. 64—73.
- Процевский, В. А. Проблемы правового регулирования условий вступления в брак в зарубежных странах // Учёные записки КФУ. Юридические науки. — 2022. — Т. 8 (74), № 3. — С. 247—252.
- Сюкияйнен, Л. Р. Исламское право в правовых системах мусульманских стран: от доктрины к законодательству // Право. Журнал ВШЭ. — 2008. — № 2. — С. 97—109.

### На английском
- Afghanistan 2022 Human Rights Report (англ.). — Государственный департамент США, 2022.
- Aghtaie, Nadia. Breaking the Silence: Rape Law in Iran and Controlling Women’s Sexuality (англ.) // International Approaches to Rape. — Bristol: Bristol University Press, 2009. — P. 121–145. — ISBN 978-1-8474-2622-2.
- Azam, Hina. Sexual Violation in Islamic Law: Substance, Evidence, and Procedure (англ.). — Cambridge University Press, 2015. — 286 p. — ISBN 978-1-107-09424-6.
- Azari, Hajar. The Protection of Women from Domestic Violence in Islamic Law and Iranian Law (англ.) // Tilburg University[англ.]. — 2014.
- Benstead, Lindsay J.; Van Lehman, Daniel. Two Classes of “Marriage”: Race and Sexual Slavery in Al-Shabaab-Controlled Somalia (англ.) // The Journal of the Middle East and Africa. — 2021. — Vol. 12, no. 3. — P. 353–368. — doi:10.1080/21520844.2021.1923998.
- Clarence-Smith, William Gervase[англ.]. Islam and the Abolition of Slavery (англ.). — Oxford: Oxford University Press, 2006. — 293 p. — ISBN 978-0-19-522151-0.
- Death in Slow Motion: Women and Girls Under Taliban Rule (англ.). — Amnesty International, 2022.
- Doğan, Cem. Bounds of Passion: Adultery, Gender and Modernization of Penal Practices in Ottoman Society From the Classical Age to 1915 (англ.) // Mavi Atlas. — 2021. — Vol. 9, no. 1. — P. 42–54. — doi:10.18795/gumusmaviatlas.861104.
- Early and forced marriages in the Islamic Republic of Iran (англ.). — Justice for Iran[англ.], 2013.
- Ending Violence Against Women in Palestine: Fact Sheet (англ.). — UN Women, 2019.
- Escape from Hell: Torture and Sexual Slavery in Islamic State Captivity in Iraq (англ.). — Amnesty International, 2014.
- Gender Country Profile: Afghanistan (Executive Summary) (англ.). — UN Women, 2024.
- Gender-Based Violence in the Arab States (англ.). — UN Women, 2021.
- Gill, Aisha; Hamed, Taher. Muslim Women and Forced Marriages in the United Kingdom (англ.) // Journal of Muslim Minority Affairs. — 2016. — Ноябрь.
- Heyd, Uriel. Studies in Old Ottoman Criminal Law. — Oxford: Oxford University Press, 1973. — 340 с. — ISBN 978-0-19-825312-9.
- Iran 2023 Human Rights Report (англ.). — Государственный департамент США, 2023.
- Kamali, Mohammad Hashim[англ.]. Crime and Punishment in Islamic Law: A Fresh Interpretation (англ.). — Oxford University Press, 2019. — 423 p. — ISBN 978-0-19-091064-8.
- Lowe, Julie. Breaking the Silence: An Islamic Legal Approach to Facilitating Reporting and Testimony by Muslim Victims and Witnesses of Sexual Crimes (англ.) // Religions. — MDPI[англ.], 2022. — No. 13 (11). — doi:10.3390/rel13111017.
- Karkera, Tina. The Gang-Rape of Mukhtar Mai and Pakistan's Opportunity to Regain Its Lost Honor (англ.) // American University Journal of Gender, Social Policy & the Law. — 2006. — Vol. 14, no. 1. — P. 163–176.
- Navigating Through Shattered Paths: NGO Service Providers and Women Survivors of Gender-Based Violence. An Assessment of GBV Services in Gaza (англ.). — UN Women, 2017.
- Nigeria: A Harrowing Journey. Access to Justice for Women and Girls Survivors of Rape (англ.). — Amnesty International, 2021.
- Nigeria: The Death Penalty and Women under the Nigerian Penal Systems (англ.). — Amnesty International, 2004.
- Nigeria: Rape — the Silent Weapon (англ.). — Amnesty International, 2006.
- My Body is My Own: Claiming the Right to Autonomy and Self-Determination (англ.) // Фонд ООН в области народонаселения. — 2021.
- Nik Wajis, Nik Rahim. The Crime of Hirabah in Islamic Law (англ.). — Glasgow Caledonian University, 1996. — 266 p.
- Noor, Azman Mohd. Punishment for Rape in Islamic Law (англ.) // Malayan Law Journal. — 2009. — No. 5.
- Palestine: Gender Justice and the Law (англ.). — UNPD, UN Women, 2018.
- Palestinian Women and Penal Law (англ.). — DCAF, WCLAC[англ.], 2012.
- Quaraishi, Asifa[англ.]. Her Honor: An Islamic Critique of the Rape Laws of Pakistan from a Woman-Sensitive Perspective (англ.) // Michigan Journal of International Law[англ.]. — 1997. — No. 18 (2). — P. 287—319.
- Shari’ah Criminal Law in Northern Nigeria (англ.). — Комиссия США по международной религиозной свободе[англ.], 2019.
- Somalia 2023 Human Rights Report (англ.). — Государственный департамент США, 2023.
- Sonbol, Amira. Rape and Law in Ottoman and Modern Egypt (англ.) // Women in the Ottoman Empire: Middle Eastern Women in the Early Modern Era. — Leiden: Brill, 1997. — P. 214–231. — ISBN 978-90-04-10804-2.
- “They Violently Raped Me”: Sexual Violence Weaponized to Crush Iran’s “Woman Life Freedom” Uprising (англ.). — Amnesty International, 2023.
- Tønnessen, Liv. When Rape Becomes Politics: Negotiating Islamic Law Reform in Sudan (англ.) // Chr. Michelsen Institute[норв.]. — 2011. — No. R 2011:2.
- Tønnessen, Liv. Women's Activism in Saudi Arabia: Male Guardianship and Sexual Violence (англ.) // Chr. Michelsen Institute[норв.]. — 2016.
- Tuğ, Başak. Female Culpability for Fornication in Ottoman Law and Everyday Life (англ.) // International Journal of Middle East Studies. — 2022. — Vol. 54. — P. 128–134. — doi:10.1017/S0020743822000034.
- Tuğ, Başak. Politics of Honor in Ottoman Anatolia: Sexual Violence and Socio-Legal Surveillance in the Eighteenth Century (англ.). — Leiden: Brill, 2017. — 300 p. — ISBN 978-90-04-26697-1.
- When Saying No is Not an Option: Forced Marriage in Australia and New Zealand (англ.) // Australian Institute of Criminology. — Австралийский институт криминологии, 2018.
- Wimpelmann, Torunn. Adultery, Rape, and Escaping the House: The Protection and Punishment of Women Under Afghanistan’s New Penal Code (англ.) // Chr. Michelsen Institute[норв.]. — 2017. — No. 2017:3.
- Women in Afghanistan: A Human Rights Catastrophe (англ.). — Amnesty International, 1995.
- Women's Access to Justice and Security in Palestine: Fact Sheet (англ.). — UN Women, 2014.
- Wood, Graeme[англ.]. What ISIS Really Wants (англ.) // The Atlantic. — 2015. — March.